# Nederlandse kampioenschappen shorttrack 2025
De Nederlandse kampioenschappen shorttrack 2025 werden op 11 en 12 januari 2025 gehouden in de stad Leeuwarden in de Elfstedenhal. Het was de vierde officiële editie van het NK shorttrack afstanden.
Bij de mannen werden alle individuele afstanden gewonnen door Jens van 't Wout en bij de vrouwen werden alle individuele afstanden gewonnen door Michelle Velzeboer.
Voor het eerst was er een Nederlands kampioenschap aflossing bij de mannen, de shorttrackers werden verdeeld in vier verschillenden ploegen. Ondanks dat ploeg C een penalty kreeg, kregen ze wel de bronzen medaille. Bij de gemengde aflossing waren er vijf ploegen. Bij de vrouwen was er geen aflossingswedstrijd.
Xandra Velzeboer, Suzanne Schulting en Selma Poutsma namen niet deel. Velzeboer bereidde zich voor op komende wedstrijden, Schulting reed afgelopen dagen de EK sprint op de langebaan en Poutsma was herstellende van een dijbeenblessure. Overigens reed Schulting het gehele seizoen geen wedstrijden op de shorttrack baan vanwege een enkelblessure.

## Resultatenoverzicht

### Mannen
| Onderdeel            | Goud                                                              | Zilver                                                          | Brons                                             |
| -------------------- | ----------------------------------------------------------------- | --------------------------------------------------------------- | ------------------------------------------------- |
| 500 meter            | Jens van 't Wout                                                  | Teun Boer                                                       | Niels Kingma                                      |
| 1000 meter           | Jens van 't Wout                                                  | Sven Roes                                                       | Daan Kos                                          |
| 1500 meter           | Jens van 't Wout                                                  | Sven Roes                                                       | Bram Steenaard                                    |
| 5000 meter aflossing | Ploeg D Brian Boer Zeno de Boer Thijmen Koestal Hessel van Berkum | Ploeg A Itzhak de Laat Kay Huisman Bas van der Valk Friso Emons | Ploeg C Daan Kos Niels Kingma Sven Roes Teun Boer |

### Vrouwen
| Onderdeel  | Goud               | Zilver             | Brons              |
| ---------- | ------------------ | ------------------ | ------------------ |
| 500 meter  | Michelle Velzeboer | Angel Daleman      | Diede van Oorschot |
| 1000 meter | Michelle Velzeboer | Bibi Arts          | Kiek Straathof     |
| 1500 meter | Michelle Velzeboer | Diede van Oorschot | Angel Daleman      |

### Gemengd
| Onderdeel            | Goud                                                                          | Zilver                                                      | Brons                                                   |
| -------------------- | ----------------------------------------------------------------------------- | ----------------------------------------------------------- | ------------------------------------------------------- |
| 2000 meter aflossing | Ploeg A Lotte Donderwinkel Diede van Oorschot Jens van 't Wout Itzhak de Laat | Ploeg B Angel Daleman Femke de Boer Sjinkie Knegt Teun Boer | Ploeg D Bibi Arts Mijntje de Jong Daan Kos Niels Kingma |

## Mannen
| #      | Schaatser        | Tijd   |
| ------ | ---------------- | ------ |
| Goud   | Jens van 't Wout | 40,743 |
| Zilver | Teun Boer        | 40,903 |
| Brons  | Niels Kingma     | 41,114 |
| 4      | Itzak de Laat    | 41,189 |
| 5      | Sjinkie Knegt    | 42,078 |
|        |                  |        |
| 6 (B1) | Daan Kos         | 42,156 |
| 7 (B2) | Leon Visser      | 42,307 |
| 8 (B3) | Bram Steenaard   | 42,468 |

| #      | Schaatser        | Tijd     |
| ------ | ---------------- | -------- |
| Goud   | Jens van 't Wout | 1.24,373 |
| Zilver | Sven Roes        | 1.24,648 |
| Brons  | Daan Kos         | 1.24,939 |
| 4      | Teun Boer        | 1.24,961 |
| 5      | Sjinkie Knegt    | 1.25,003 |
| 6      | Niels Kingma     | 1.25,705 |
|        |                  |          |
| 7 (B1) | Bram Steenaart   | 1.34,507 |
| 8 (B2) | Itzak de Laat    | 1.34,553 |

| #      | Schaatser        | Tijd     |
| ------ | ---------------- | -------- |
| Goud   | Jens van 't Wout | 2.13,263 |
| Zilver | Sven Roes        | 2.13,697 |
| Brons  | Bram Steenaart   | 2.13,893 |
| 4      | Friso Emons      | 2.14,201 |
| 5      | Teun Boer        | 2.14,251 |
| 6      | Sjinkie Knegt    | 2.14,499 |
| 7      | Itzak de Laat    | 2.16,737 |
| 8 (B1) | Daan Kos         | 2.24,549 |

| #                                                                      | Schaatser                                                            | Tijd     |
| ---------------------------------------------------------------------- | -------------------------------------------------------------------- | -------- |
| Goud                                                                   | Team D; Brian Boer,Zeno de Boer,Thijmen Koestalen Hessel van Berkum  | 7:03,458 |
| Zilver                                                                 | Team A; Itzhak de Laat, Kay Huisman, Bas van der Valk en Friso Emons | 7:12,538 |
|                                                                        | Team C; Daan Kos, Niels Kingma, Sven Roes en Teun Boer               | PEN      |
| Team B; Bram Steenaard, Jens van 't Wout, Sjinkie Knegt en Leon Visser | PEN YC                                                               |          |

## Vrouwen
| #      | Schaatser          | Tijd   |
| ------ | ------------------ | ------ |
| Goud   | Michelle Velzeboer | 43,463 |
| Zilver | Angel Daleman      | 44,472 |
| Brons  | Diede van Oorschot | 45,352 |
| 4      | Mijntje de Jong    | 45,252 |
| 5      | Bibi Arts          | 45,510 |
|        |                    |        |
| 6 (B1) | Kiek Straathof     | 45,741 |
| 7 (B2) | Sinne Brouwers     | 46,257 |
| 8 (B3) | Sophie Nijboer     | 46,503 |

| #      | Schaatser          | Tijd     |
| ------ | ------------------ | -------- |
| Goud   | Michelle Velzeboer | 1.38,070 |
| Zilver | Bibi Arts          | 1.39,473 |
| Brons  | Kiek Straathof     | 1.39,713 |
| 4      | Angel Daleman      | 1.39,745 |
| 5      | Diede van Oorschot | penalty  |
|        |                    |          |
| 6 (B1) | Mijntje de Jong    | 1.41,227 |
| 7 (B2) | Femke de Boer      | 1.41,531 |
| 8 (B3) | Lotte Donderwinkel | 1.41,715 |

| #      | Schaatser          | Tijd     |
| ------ | ------------------ | -------- |
| Goud   | Michelle Velzeboer | 2.47,793 |
| Zilver | Diede van Oorschot | 2.48,040 |
| Brons  | Angel Daleman      | 2.48,122 |
| 4      | Bibi Arts          | 2.50,308 |
| 5      | Sophie Nijboer     | 2.50,616 |
| 6      | Julia van Santen   | 2.51,380 |
|        | Zoë Deltrap        | DNF      |
|        |                    |          |
| 8 (B1) | Femke de Boer      | 2.44,815 |

## Gemengd
| #      | Schaatser                                                                           | Tijd     |
| ------ | ----------------------------------------------------------------------------------- | -------- |
| Goud   | Ploeg A; Lotte Donderwinkel, Diede van Oorschot, Jens van 't Wout en Itzhak de Laat | 2:46,669 |
| Zilver | Ploeg B; Angel Daleman, Femke de Boer, Sjinkie Knegt en Teun Boer                   | 2:46,718 |
| Brons  | Ploeg D; Bibi Arts, Mijntje de Jong, Daan Kos en Niels Kingma                       | 2:46,900 |
| 4      | Ploeg E; Sinne Brouwers, Sophie Nijboer, Sven Roes en Friso Emons                   | 2:48,628 |
| 5      | Ploeg C; Michelle Velzeboer, Kiek Straathof, Bram Steenaard en Kai Huisman          | 2:58,596 |